# Guidobaldo del Monte
Guidobaldo del Monte (italià: Guido Ubaldi)  (Pesaro, 11 de gener de 1545 - Mombaroccio, 6 de gener de 1607), de naixement Guido Ubaldo, marquès del Monte, va ser un filòsof, matemàtic i astrònom italià, del Renaixement.

## Vida
El pare de Guidobaldo, Ranieri, havia estat militar a les ordres del Duc d'Urbino i també havia estat autor de dos llibres d'arquitectura militar. Per això, el duc li va concedir el títol de marquès i va convertir la seva família en una de les més riques i poderoses del ducat. Tant és així que Guidobaldo no va haver de treballar mai, vivint sempre de la seva herència, a les seves possessions de Montebaroccio (avui Mombaroccio). Tampoc sembla que tingués cap mena de remuneració durant el breu període que va ser militar (entorn del 1568 o abans), combatent en el regne d'Hongria contra els otomans.
L'any 1564 va estudiar matemàtiques a la Universitat de Pàdua on va establir una gran amistat amb el poeta Torquato Tasso al que potser ja coneixia d'abans en haver estudiat junts a la cort dels ducs d'Urbino. En tornar a Urbino, després d'haver estat militar a Hongria, va seguir els seus estudis matemàtics amb Federico Commandino, establint també amistat amb un altre deixeble de Commandino: Bernardino Baldi. Es va establir a les seves propietats de Montebaroccio, on va dedicar el seu temps a investigar sobre matemàtiques, mecànica, astronomia i òptica. Va residir a Montebaroccio fins a la seva mort el 1607, excepte l'any 1589 durant el qual va estar al Ducat de Toscana, on el seu fill, Orazio, havia estat nomenat inspector de fortificacions.
El 1577 publica el seu llibre  Liber mechanicorum , considerat pels seus contemporanis com l'obra més important en mecànica estàtica des dels grecs en el qual descriu el desenvolupament històric de la mecànica i subratlla el paper crucial dels ensenyaments d'Arquimedes.
El 1600 publica un tractat de perspectiva, Perspectivae libri sex, en el qual fa, per primera vegada, un enfocament purament matemàtic de la teoria de la perspectiva.
Manté una notable correspondència amb molts matemàtics i científics contemporanis i protegeix l'aleshores jove Galileu aconseguint que el nomenin professor a les universitats de Pisa primer (1589) i Pàdua després (1591).

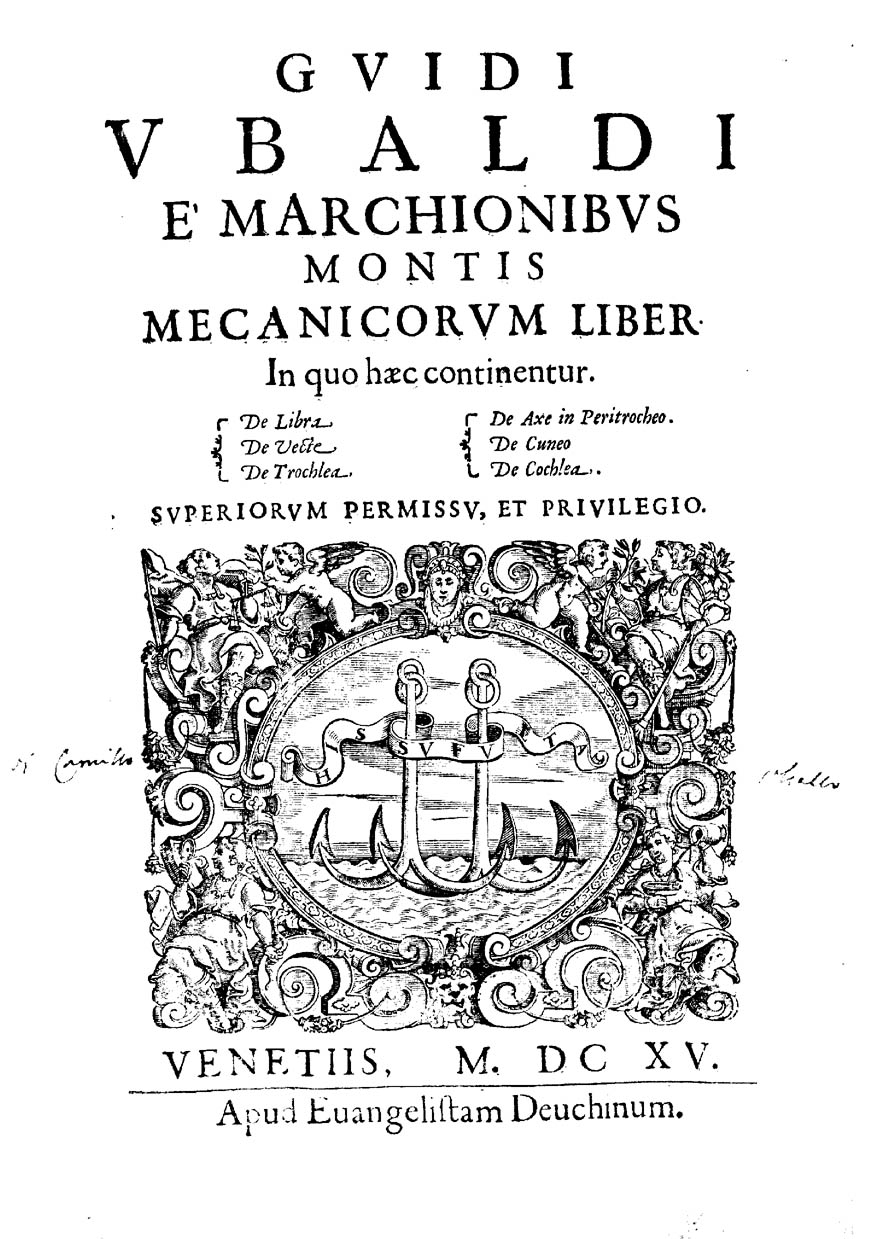
Mecanicorum liber, edició de 1615.

El 1592 farà en les seves possessions de Montabaroccio i juntament amb Galileu l'experiment que farà que tots dos postulin la trajectòria parabòlica dels projectils.

## Obra
- 1577, Pesaro (reimprès el 1615, Venècia): Liber mechanicorum.
- 1579, Pesaro (reimprès el 1581, Colònia): Planisphaeriorum universalium theorica.
- 1580, Pesaro: De ecclesiastici kalendarii restitutione opusculum.
- 1588, Pesaro: In duos Archimedis aequeponderantium libros paraphrasis.
- 1600, Pesaro: Perspectivae libri sex.
- 1609, Venècia: Problematum astronomieorum libri septem.
- 1615, Venècia: De cochlea libri quatuor.

Es conserven també altres manuscrits seus no publicats a les biblioteques Marciana (Venècia), Oliveriana (Pesaro), Nacional de França (París) i Vaticana. Les seves cartes també es conserven a diverses biblioteques i arxius europeus.